# كهف جوبتيشوار مهاديف
كهف جوبتيشوار مهاديف (بالنيبالية: गुप्तेश्वर महादेव गुफा) هو كهف يقع في بوخارا 17، كوريباتان، منطقة كاسكي، مقابل ديفيس فال، تمر المياه من شلال ديفيس عبر هذا الكهف. كهف غوبتيشوار شيفا هو أحد أهم مناطق الجذب في بوخارا.

## معرض الصور

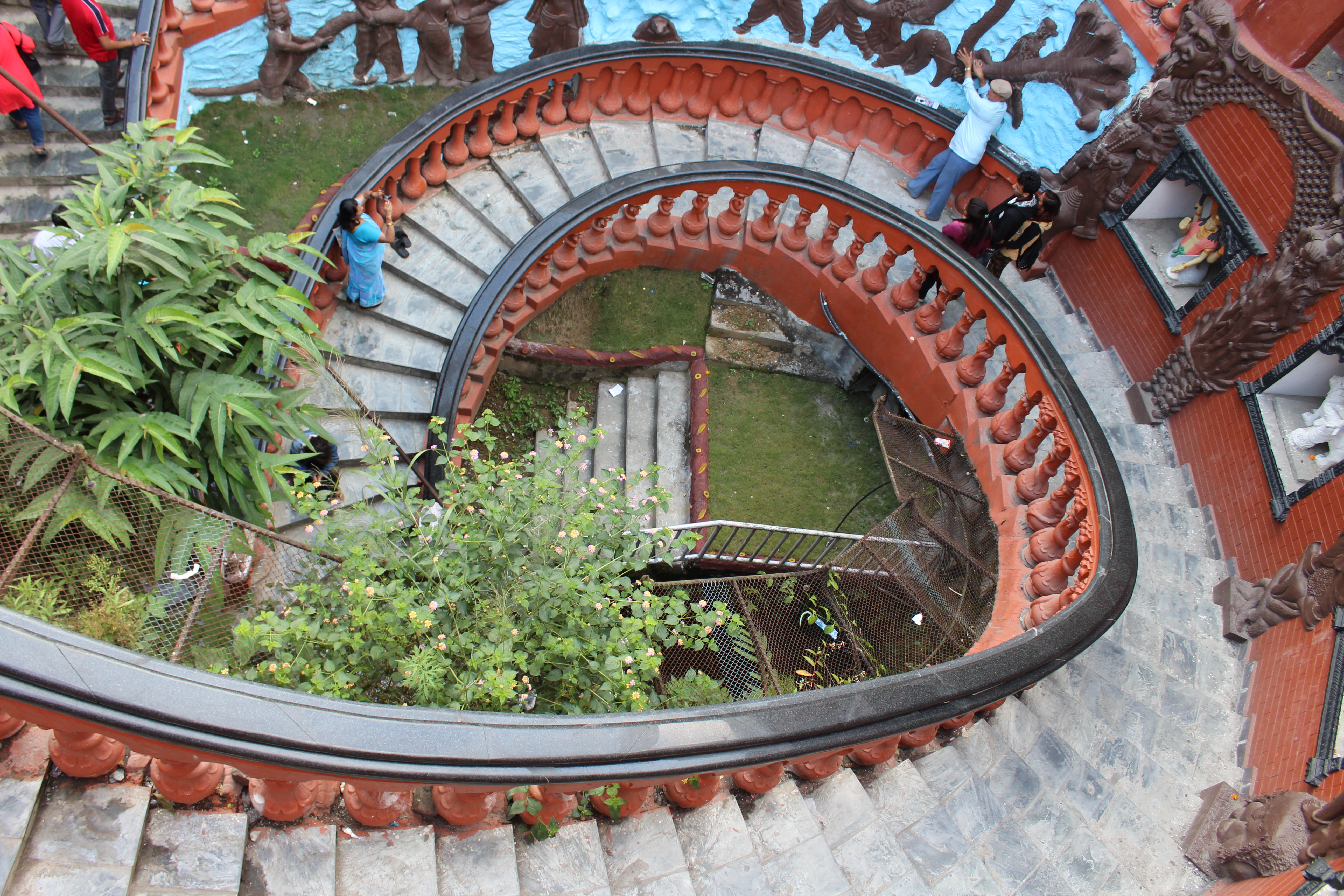
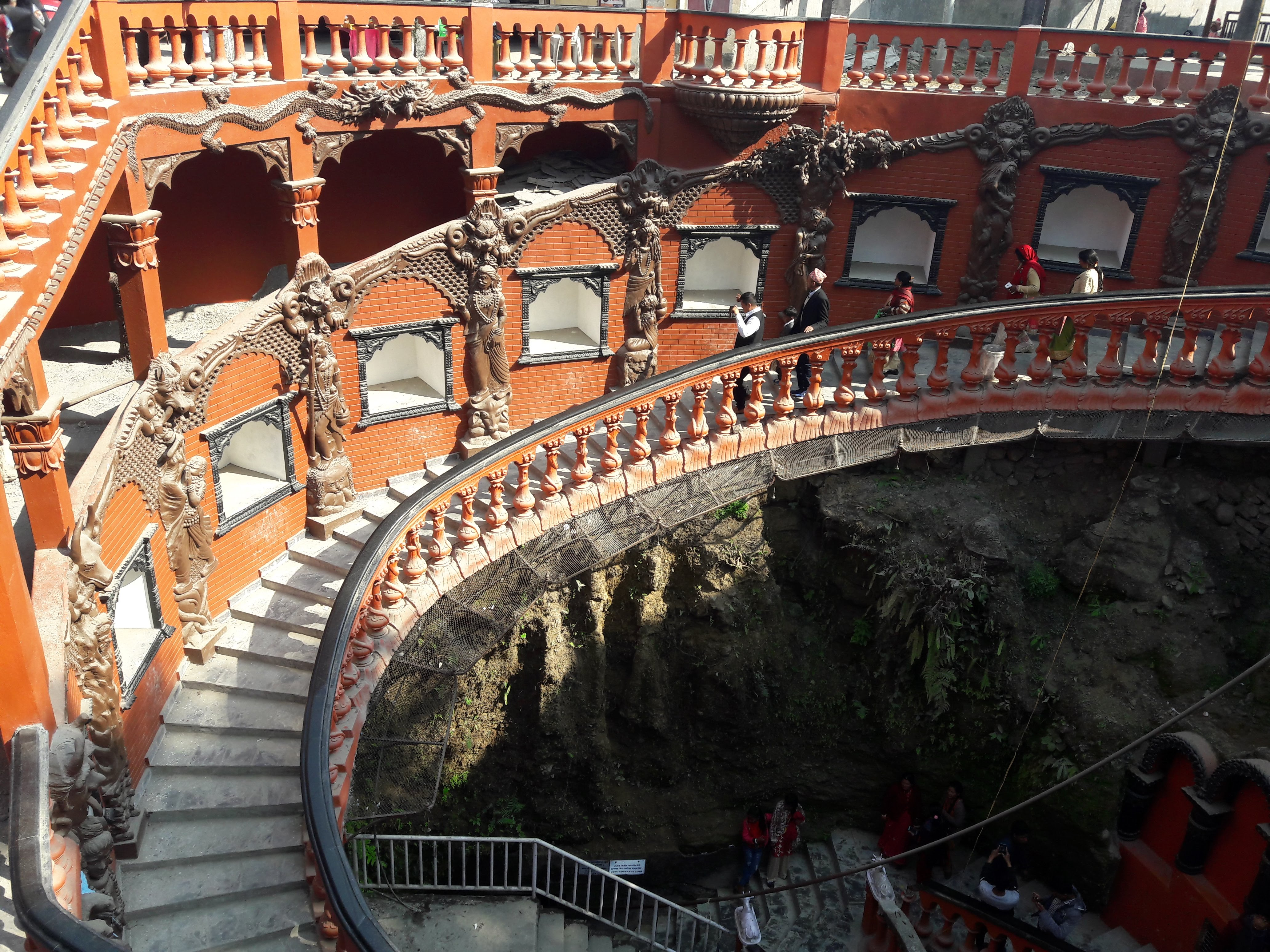
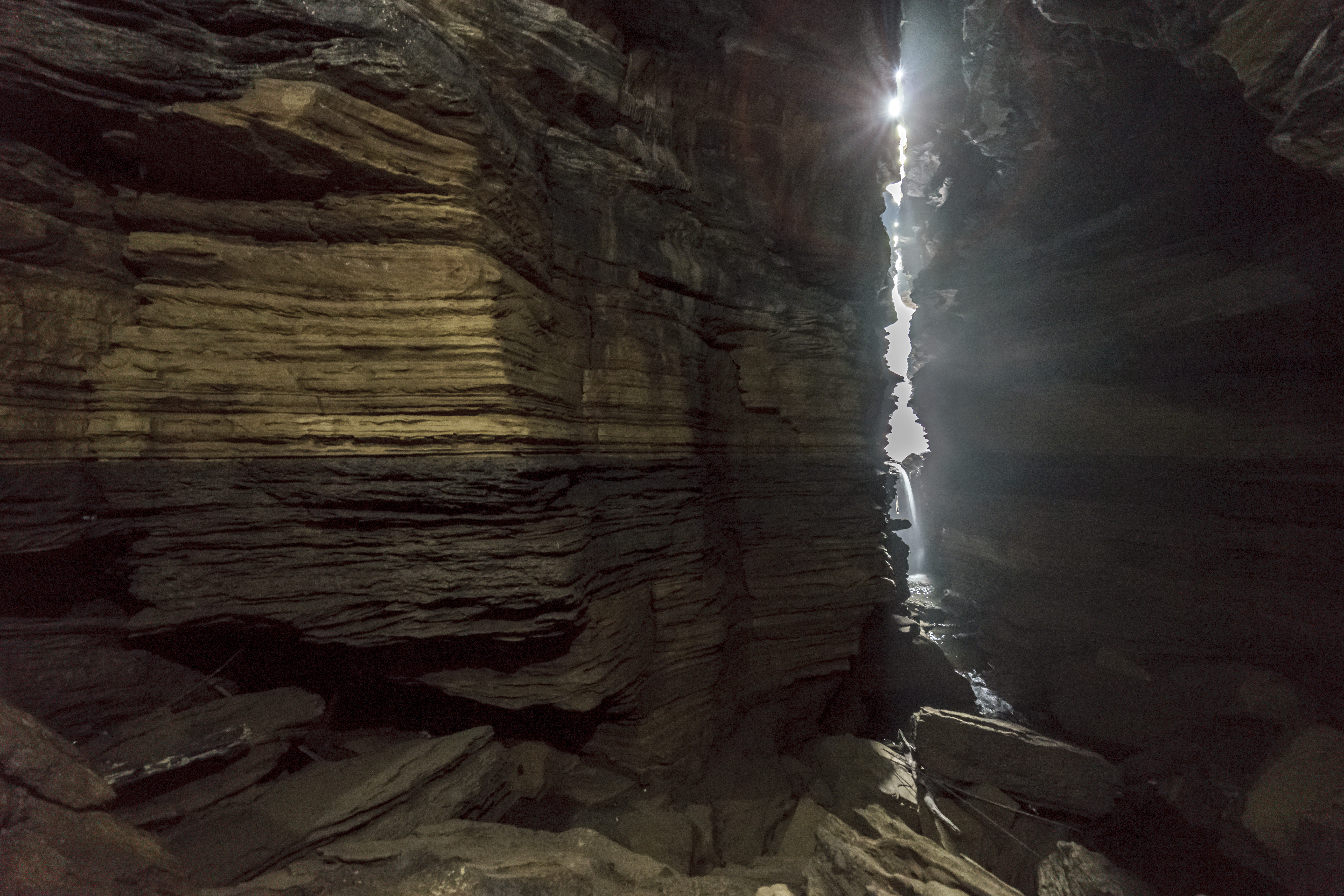
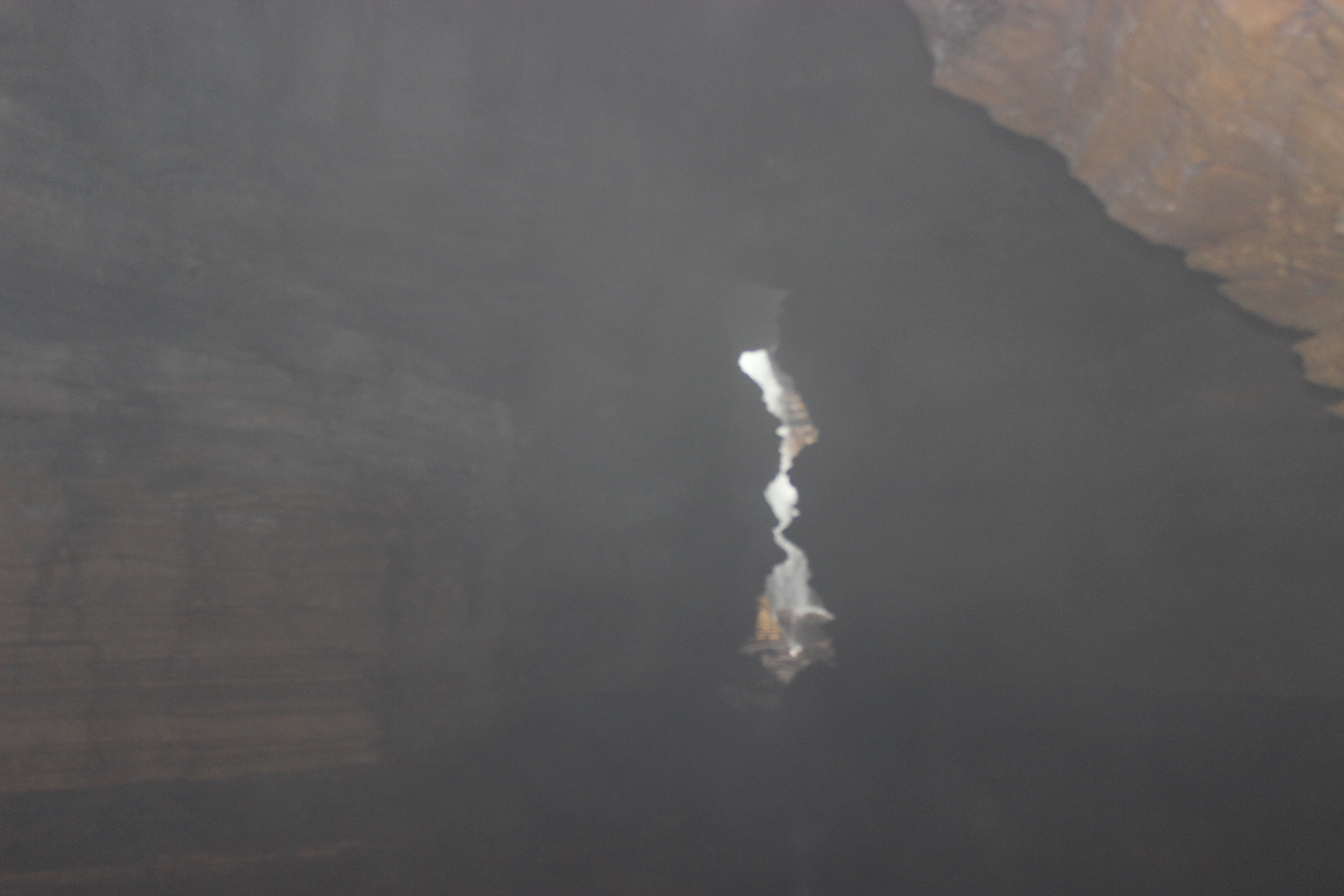
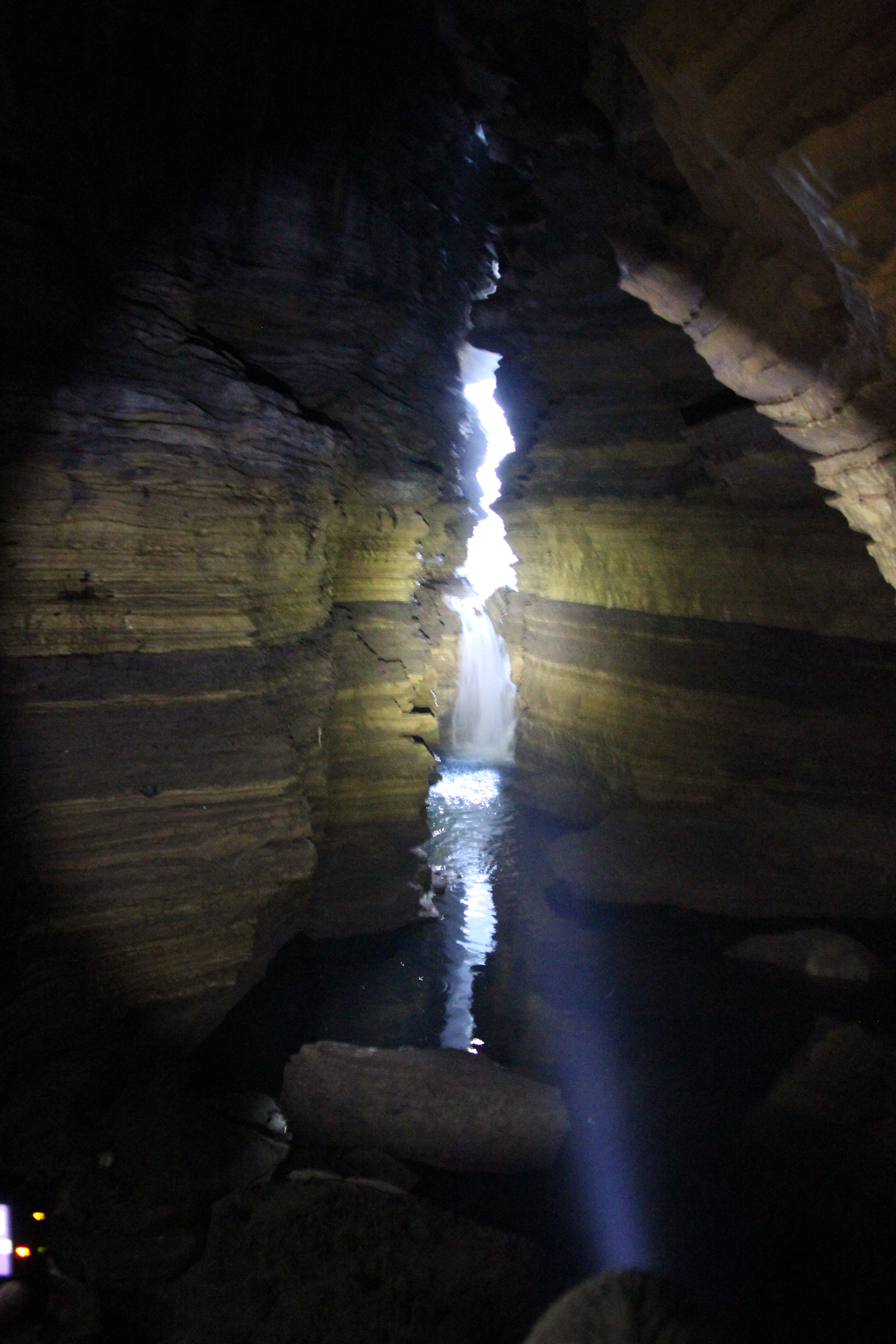